# Gabinetto del Presidente Joe Biden

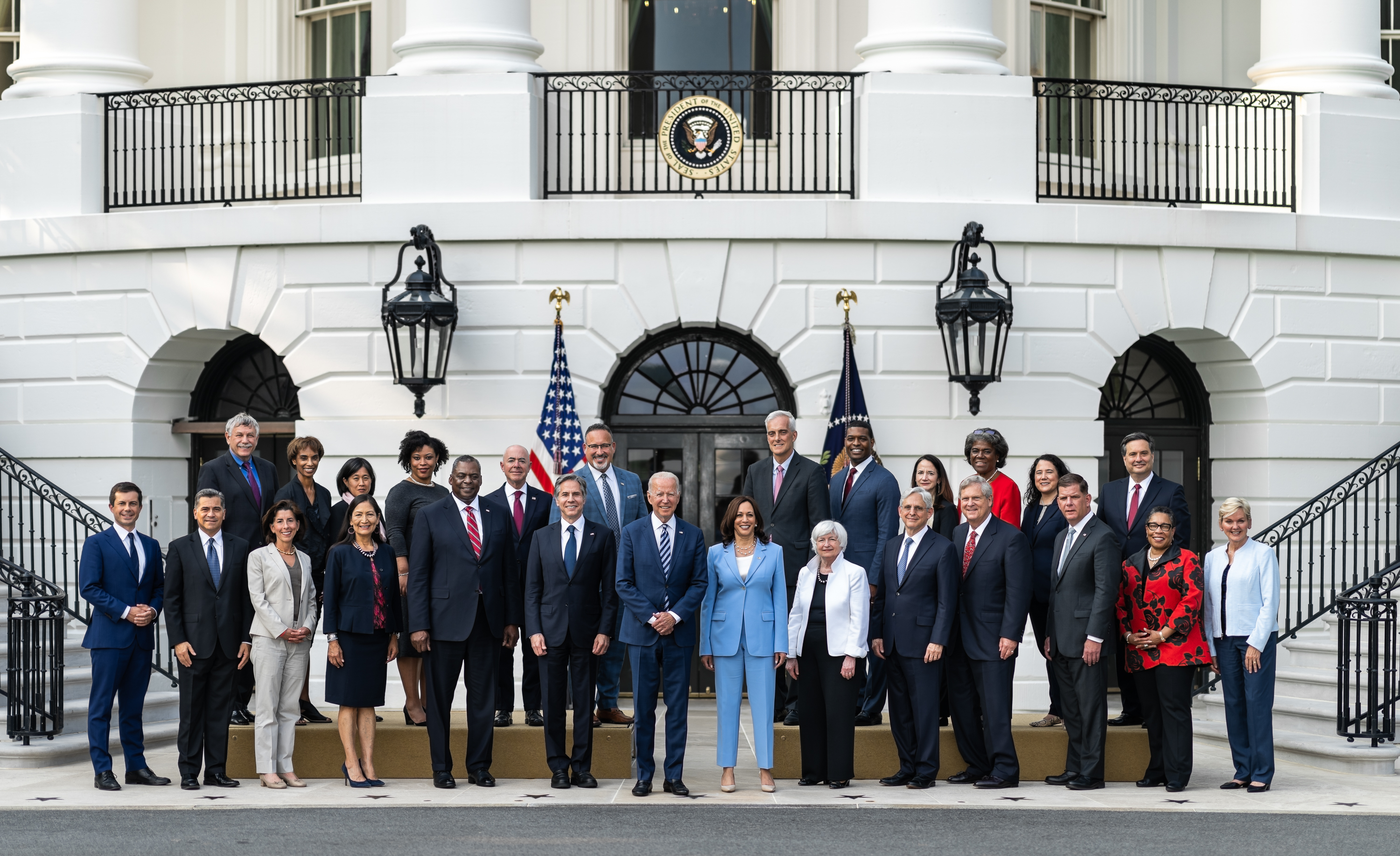
I membri dell’amministrazione

Il Governo Biden è l'organo esecutivo degli Stati Uniti d'America in carica durante la Presidenza di Joe Biden, iniziata il 20 gennaio 2021 e conclusa il 20 gennaio 2025. 
Presieduto dal Presidente degli Stati Uniti, è composto anche dal Vicepresidente, dai quindici segretari a capo dei dipartimenti esecutivi federali, e da altri sette funzionari governativi di alto livello a cui è riconosciuto rango di membri di gabinetto.

## Formazione della squadra di governo
Eccetto il Vicepresidente e il capo del governo, tutti i componenti sono soggetti ad approvazione da parte del Senato, che ha iniziato le apposite sessioni di udienza nel gennaio 2021.

## Componenti

### Gabinetto ministeriale
Partiti politici: 

  Democratico
  Indipendente
| Dipartimento | Incarico                                      | Ritratto | Ritratto                         | Nome               | Mandato          | Mandato         |
| Dipartimento | Incarico                                      | Ritratto | Ritratto                         | Nome               | Inizio           | Termine         |
| ------------ | --------------------------------------------- | -------- | -------------------------------- | ------------------ | ---------------- | --------------- |
|              | Presidente                                    |          |                                  | Joe Biden          | 20 gennaio 2021  | 20 gennaio 2025 |
|              | Vicepresidente                                |          |                                  | Kamala Harris      | 20 gennaio 2021  | 20 gennaio 2025 |
|              |                                               |          |                                  |                    |                  |                 |
|              | Segretario di Stato                           |          |                                  | Antony Blinken     | 26 gennaio 2021  | 20 gennaio 2025 |
|              | Segretario al tesoro                          |          |                                  | Janet Yellen       | 26 gennaio 2021  | 20 gennaio 2025 |
|              | Segretario della Difesa                       |          |                                  | Lloyd Austin       | 23 gennaio 2021  | 20 gennaio 2025 |
|              | Procuratore generale                          |          |                                  | Merrick Garland    | 10 marzo 2021    | 20 gennaio 2025 |
|              | Segretario degli Interni                      |          |                                  | Deb Haaland        | 15 marzo 2021    | 20 gennaio 2025 |
|              | Segretario dell'Agricoltura                   |          |                                  | Tom Vilsack        | 23 febbraio 2021 | 20 gennaio 2025 |
|              | Segretario del Commercio                      |          |                                  | Gina Raimondo      | 2 marzo 2021     | 20 gennaio 2025 |
|              | Segretario del Lavoro                         |          |                                  | Marty Walsh        | 22 marzo 2021    | 12 marzo 2023   |
|              | Segretario del Lavoro                         |          | Julie Su facente funzioni        | 13 marzo 2023      | 20 gennaio 2025  |                 |
|              | Segretario della Salute e dei Servizi Umani   |          |                                  | Xavier Becerra     | 18 marzo 2021    | 20 gennaio 2025 |
|              | Segretario dell'Istruzione                    |          |                                  | Miguel Cardona     | 1º marzo 2021    | 20 gennaio 2025 |
|              | Segretario della Casa e dello Sviluppo Urbano |          |                                  | Marcia Fudge       | 10 marzo 2021    | 22 marzo 2024   |
|              | Segretario della Casa e dello Sviluppo Urbano |          | Adrianne Todman facente funzioni | 22 marzo 2024      | 20 gennaio 2025  |                 |
|              | Segretario dei Trasporti                      |          |                                  | Pete Buttigieg     | 2 febbraio 2021  | 20 gennaio 2025 |
|              | Segretario per l'Energia                      |          |                                  | Jennifer Granholm  | 25 febbraio 2021 | 20 gennaio 2025 |
|              | Segretario degli Affari dei Veterani          |          |                                  | Denis McDonough    | 8 febbraio 2021  | 20 gennaio 2025 |
|              | Segretario della Sicurezza Interna            |          |                                  | Alejandro Mayorkas | 2 febbraio 2021  | 20 gennaio 2025 |

### Funzionari con rango di membri di Gabinetto
Il presidente ha la facoltà di decidere quali funzionari sono anche membri del Gabinetto in base alla carica che ricoprono. Il Presidente Biden ha elevato quattro cariche a membri del Gabinetto (l'ambasciatore degli Stati Uniti presso l'ONU, il presidente del Consiglio dei consulenti economici, l'inviato speciale per il clima e il consulente scientifico del presidente). Ha invece escluso il Direttore della CIA.

Partiti politici: 

  Democratico
  Indipendente
| Dipartimento | Incarico                                                                                                  | Ritratto | Ritratto         | Nome                    | Mandato          | Mandato         |
| Dipartimento | Incarico                                                                                                  | Ritratto | Ritratto         | Nome                    | Inizio           | Termine         |
| ------------ | --- | -------- | ---------------- | ----------------------- | ---------------- | --------------- |
|              | Capo di gabinetto della Casa Bianca                                                                       |          |                  | Ron Klain               | 20 gennaio 2021  | 6 febbraio 2023 |
|              | Capo di gabinetto della Casa Bianca                                                                       |          | Jeff Zients      | 6 febbraio 2023         | 20 gennaio 2025  |                 |
|              | Direttore dell'Ufficio per la gestione e il bilancio                                                      |          |                  | Shalanda Young          | 23 marzo 2021    | 20 gennaio 2025 |
|              | Direttore dell'Agenzia per la protezione dell'ambiente                                                    |          |                  | Michael Regan           | 10 marzo 2021    | 20 gennaio 2025 |
|              | Rappresentante per il Commercio                                                                           |          |                  | Katherine Tai           | 18 marzo 2021    | 20 gennaio 2025 |
|              | Rappresentante permanente alle Nazioni Unite                                                              |          |                  | Linda Thomas-Greenfield | 25 febbraio 2021 | 20 gennaio 2025 |
|              | Direttore dell'Agenzia per le piccole imprese                                                             |          |                  | Isabel Guzman           | 17 marzo 2021    | 20 gennaio 2025 |
|              | Direttore dell'intelligence nazionale                                                                     |          |                  | Avril Haines            | 20 gennaio 2021  | 20 gennaio 2025 |
|              | Presidente del Consiglio dei Consulenti Economici                                                         |          |                  | Cecilia Rouse           | 22 marzo 2021    | 31 marzo 2023   |
|              | Presidente del Consiglio dei Consulenti Economici                                                         |          | Giared Bernstein | 31 marzo 2023           | 20 gennaio 2025  |                 |
|              | Direttore dell'Ufficio per le politiche scientifiche e tecnologiche Consulente scientifico del Presidente |          |                  | Kei Koizumi             | 21 gennaio 2021  | 1º giugno 2021  |
|              | Direttore dell'Ufficio per le politiche scientifiche e tecnologiche Consulente scientifico del Presidente |          | Eric Lander      | 2 giugno 2021           | 18 febbraio 2022 |                 |
|              | Direttore dell'Ufficio per le politiche scientifiche e tecnologiche Consulente scientifico del Presidente |          | Alondra Nelson   | 18 febbraio 2022        | 20 gennaio 2025  |                 |
|              | Inviato speciale del Presidente per il clima                                                              |          |                  | John Kerry              | 20 gennaio 2021  | 6 marzo 2024    |
|              | Inviato speciale del Presidente per il clima                                                              |          | John Podesta     | 6 marzo 2024            | 20 gennaio 2025  |                 |

Biden aveva inoltre nominato Neera Tanden a Direttore dell'Ufficio per la gestione e il bilancio. Il 2 marzo 2021, tuttavia, il presidente ha annunciato il ritiro della nomina, su richiesta della stessa Tanden, dopo che il percorso di conferma al Senato si era rivelato particolarmente complicato.

### Altri funzionari con ruoli di rilievo
Democratico
  Repubblicano
  Indipendente
| Dipartimento | Incarico                                        | Ritratto | Ritratto                     | Nome                 | Mandato                                            | Mandato         |
| Dipartimento | Incarico                                        | Ritratto | Ritratto                     | Nome                 | Inizio                                             | Termine         |
| ------------ | ----------------------------------------------- | -------- | ---------------------------- | -------------------- | -------------------------------------------------- | --------------- |
|              | Portavoce della Casa Bianca                     |          |                              | Jen Psaki            | 20 gennaio 2021                                    | 13 maggio 2022  |
|              | Portavoce della Casa Bianca                     |          | Karine Jean-Pierre           | 13 maggio 2022       | 20 gennaio 2025                                    |                 |
|              | Direttore delle comunicazioni della Casa Bianca |          |                              | Kate Bedingfield     | 20 gennaio 2021                                    | 1º marzo 2023   |
|              | Direttore delle comunicazioni della Casa Bianca |          | Ben LaBolt                   | 1º marzo 2023        | 20 gennaio 2025                                    |                 |
|              | Consigliere per la sicurezza nazionale          |          |                              | Jake Sullivan        | 20 gennaio 2021                                    | 20 gennaio 2025 |
|              | Direttore della Federal Reserve                 |          |                              | Jerome Powell        | 5 febbraio 2018 (riconfermato il 22 novembre 2021) | 20 gennaio 2025 |
|              | Direttore dell'FBI                              |          |                              | Christopher A. Wray  | 2 agosto 2017 (riconfermato il 21 gennaio 2021)    | 19 gennaio 2025 |
|              | Direttore dell'FBI                              |          | Paul Abbate facente funzioni | 19 gennaio 2025      | 20 gennaio 2025                                    |                 |
|              | Direttore della CIA                             |          |                              | William Joseph Burns | 19 marzo 2021                                      | 20 gennaio 2025 |